# Bibrocathol
Bibrocathol ist ein bismuthaltiger Arzneistoff aus der Gruppe der Antiseptika. Er wird zur Anwendung im Augenbereich, beispielsweise bei einer Entzündung der Lidränder, bei Seborrhö oder Ansiedlung von Staphylokokken im Augenbereich, eingesetzt.
Bibrocathol wurde 1908 als Antiseptikum von der Chemischen Fabrik von Heyden patentiert. Es wird als Augensalbe mit 2 % Wirkstoffgehalt unter dem Handelsnamen Posiformin angeboten. Ehemals war es als Noviform mit 1, 2, 3 und 5 % Wirkstoffgehalt im Handel.

## Darstellung und Gewinnung
Die Synthese von Bibrocathol geht vom Brenzcatechin aus, welches im ersten Schritt vollständig zum 3,4,5,6-Tetrabrombrenzcatechin bromiert wird. Die Umsetzung mit Bismut(III)-oxid ergibt dann im zweiten Schritt die Zielverbindung.

## Pharmakologische Eigenschaften
Das im Wasser schwerlösliche Bibrocathol hat eine ausgesprochen geringe Penetration am Auge. Eine nennenswerte systemische Resorption von Bibrocathol nach topischer Applikation findet nicht statt. Absorbierte Bismutsalze werden hauptsächlich über die Niere ausgeschieden. Als Wirkungsmechanismus wird die Fällung von Proteinen und die Blockade von Thiolgruppen in Enzymen diskutiert.